# Monasterio de Nuestra Señora del Pino
El monasterio de Nuestra Señora del Pino, también conocido como de Nuestra Señora de Gracia o de Nuestra Señora de Gracia del Pino fue un monasterio de agustinos calzados ubicado en Tierra de Cuéllar, cuyas ruinas se hallan enmarcadas en el actual término municipal de Mata de Cuéllar (Segovia, España). En la actualidad únicamente se conservan escasas ruinas en una finca particular.
Fue fundado a finales del siglo XIV o principios del siglo XV por Alfonso García de Cuéllar, alcaide de los Reales Alcázares de Segovia y contador mayor de Enrique III de Castilla, y descendiente por línea ilegítima de Alfonso IX de León. Fue vecino y regidor de Cuéllar, donde fundó la iglesia o ermita de San Julián, y yace sepultado en los sepulcros gótico-mudéjares de la iglesia de San Esteban de Cuéllar.
En esta casa agustina vivieron, entre otros, fray Francisco de Castro, hijo del convento de Nuestra Señora de Gracia de Medina del Campo (Valladolid); y Santo Tomás de Villanueva, que se encontraba en ella cuando fue nombrado arzobispo de Valencia en 1544.
Su imagen titular se venera en la actualidad en el municipio de Pedrajas de San Esteban (Valladolid), celebrando la fiesta de San Agustín.